# Aeroportul Dolpa
Aeroportul Dolpa (IATA: DOP, ICAO: VNDP) este un aeroport din Nepal ce deservește zona Dolpa District⁠(d). Aeroportul a fost tranzitat în 2019 de 18.463 de pasageri.
Situat la o altitudine de 2.499 m, aeroportul dispune de o singură pistă.